# Рогознянська волость
Рогознянська волость — історична адміністративно-територіальна одиниця Кобринського повіту Гродненської губернії Російської імперії. Волосний центр — село Рогозно.

## У складі Польщі
Після анексії Полісся Польщею волость отримала назву ґміна Рогозно.
1 січня 1923 р. вилучено село Підбульково з ґміни Рогозно Кобринського повіту і включено до ґміни Косичі Берестейського повіту.
Розпорядженням Міністра внутрішніх справ Польщі 23 березня 1928 р. ґміна ліквідована і передано:
- до ґміни Озіати — села: Бусні, Хатки, Калуга, Рогозно, Риковичі, Стриганець, Вовковичі, Вулька і Задерть, фільварки: Атечина, Хмелище, Юзефин, Риковичі, Щербачі, Вовковичі, Вулька, Зваровичі й Задерть;
- до новоствореної ґміни Жабинка — села: Булькове, Булькове-Заріччя, Хведьковичі, Дяглі, Філіповичі, Ïжики, Рокитниця, Щеглинки, Шолухи, Замошани, Здитове, фільварки: Булькове, Глинище, Каролин, Окопи, Петровичі, Тринківщина, селища: Полубічна, Перевіз I, Перевіз II, Заполин, дільниця: Заріцьке.